# Araneus paitaensis
Araneus paitaensis là một loài nhện trong họ Araneidae.
Loài này thuộc chi Araneus. Araneus paitaensis được Ehrenfried Schenkel-Haas miêu tả năm 1953.